# Station Skalica na Slovensku
Het station Skalica na Slovensku (Slowaaks: Železničná stanica Skalica na Slovensku) is een treinstation in de Slowaakse stad Skalica.

## Ligging
Station Skalica na Slovensku is een grensstation. Het ligt:
- in het westen van Slowakije, vlak bij de Tsjechische grens,
- in het noordwesten van de stad Skalica.

Het is een kopstation voor de treinen komende uit de richting Kúty. Er is geen grensoverschrijdend verkeer van passagierstreinen naar Tsjechië.
Het station is bereikbaar via de straat « Železničná », en ligt via deze straat op ongeveer 2,7 km van de Tsjechische grens.
De afstand van genoemde grens tot het Tsjechische grensstation Sudoměřice bedraagt ± 450 meter. De totale afstand tussen de stations Skalica na Slovensku en Sudoměřice, via de openbare weg, bedraagt dus bij benadering 3,2 km.
Wegens de zeer toeristische omgeving zijn er bij het station Skalica borden aangebracht, die dienst doen als toeristische wegwijzers. Ze bestaan in drie kleuren:
- de gele kleur leidt in een cirkel langs het Baťa-kanaal en Perunova Lúka,
- de rode leidt doorheen de stad naar de Witte Karpaten, verder naar Vrbovce en ten slotte naar Senica,
- de groene leidt langs de kapel van St. Franciscus naar Trnovec.

## Lijnen
Het emplacement wordt bediend door de niet-geëlektrificeerde spoorlijn 114 (Kúty – Sudoměřice) (Tsjechië). 

## Dienstverlening
- Station Skalica na Slovensku is uitgerust met 1 perron.
- Anno 2025 zijn er faciliteiten voor aankoop van vervoerbewijzen.
- Vlak bij zijn er bushaltes voor het stedelijk openbaar vervoer.
- Dichter bij het stadscentrum ligt het autobusstation: "Autobusová stanica".